# Belle-Baie (Nouveau-Brunswick)
Belle-Baie est une ville du Nouveau-Brunswick, situé dans le territoire de Gloucester, au nord de Bathurst. La municipalité a été constituée le 1er janvier 2023, de la fusion de la ville de Beresford, des villages de Nigadoo, Petit-Rocher et Pointe-Verte, des DSL de Dunlop, Laplante, Madran, Petit-Rocher-Nord, Petit-Rocher-Sud, Robertville et de Tremblay, ainsi que des parties des DSL de la paroisse de Bathurst, de la paroisse de Beresford, et de Tétagouche-Nord.